# Трећи талас феминизма
Феминизам трећег таласа је период у историји феминизма започет почетком 1990-их година који траје до данас. Настао је као реакција на други талас феминизма и у великом делу посвећен је критици недостатака и грешака тог периода. У периоду који обухвата трећи талас, феминизам се проширио на области политике, економије, технологије, културе. Редефинисано је значење рода и усмерена је пажња на родне разлике, те је овај период феминизма посебно близак квир теорији, постмодернизму, екофеминизму, трансфеминизму.
Феминизам трећег таласа је и сам предмет критике, с обзиром да неки теоретичари тврде да му, за разлику од првог и другог таласа, недостаје јасно одређени заједнички циљ. Такође, неки теоретичари тврде да се тај талас уопште не може издвојити, те га ни не рачунају да постоји.

## Карактеристике
Трећи талас феминизма настао је раних деведесетих година прошлог века у САД као последица и реакција на други талас феминизма. Издвојио се у односу на њега по редефинисању сексуалности. За разлику од другог таласа феминизма у којем је борба била посвећена изједначавању родова, у трећем таласу акценат се поставља на женску хетеросексуалност. Феминизам је као реч редефинисана, због тога што се сматра да је њена претходна дефиниција оријентисана пресваходно на вишу средњу женску класу белкиња.
Трећи талас феминизма је настао као реакција на други талас. За разлику од првог таласа феминизма који је посвећен женској борби за право гласа и другог таласа који је усмерен на родну равноправност, трећи талас феминизма није усмерен само ка женама и приступио је раду на широм спектру женских права у односу на традиционална женска питања. Трећи талас феминизма је посвећен охрабривању жена да се укључе у решавање друштвених проблема више врста.
Представнице трећег феминистичког таласа су: Катрине Холст, Глориа Анзалдуа, бел хукс, Чела Сандовал, Чери Морага, Одри Лорд, Максин Хонг Кингстон.